# Davorin Terčon
Davorin Terčon, slovenski politik, poslanec in pravnik, * 2. januar 1961.

## Življenjepis
Davorin Terčon, član Liberalne demokracije Slovenije, je bil leta 2004 tretjič izvoljen v Državni zbor Republike Slovenije; v tem mandatu je bil član naslednjih delovnih teles:
- Komisija po Zakonu o preprečevanju korupcije,
- Komisija za nadzor obveščevalnih in varnostnih služb (predsednik) in
- Odbor za notranjo politiko, javno upravo in pravosodje.

Leta 2006 je izstopil iz Liberalne demokracije Slovenije.